# Blue Alert
Blue Alert je třetí sólové studiové album havajské zpěvačky Anjani, vydané v květnu roku 2006 hudebním vydavatelstvím Columbia Records. Producentem alba byl její přítel a dlouholetý spolupracovník Leonard Cohen, který rovněž pro písně napsal texty; druhým producentem byl další z Cohenových častých spolupracovníků: Ed Sanders. Dále se na albu podílel například John Lissauer, který v minulosti s Cohenem rovněž spolupracoval.

## Seznam skladeb
Všechny texty napsal Leonard Cohen, hudbu složila Anjani.
| Pořadí | Název                  | Délka |
| ------ | ---------------------- | ----- |
| 1.     | Blue Alert             | 5:39  |
| 2.     | Innermost Door         | 3:16  |
| 3.     | The Golden Gate        | 3:08  |
| 4.     | Half the Perfect World | 4:06  |
| 5.     | Nightingale            | 3:00  |
| 6.     | No One After You       | 4:09  |
| 7.     | Never Got to Love You  | 4:36  |
| 8.     | The Mist               | 3:08  |
| 9.     | Crazy to Love You      | 4:51  |
| 10.    | Thanks for the Dance   | 4:38  |

## Obsazení
- Anjani – zpěv
- Larry Corbett – violonello
- Bruce Dukov – housle
- Danny Frankel – bicí
- Pamela Goldsmith – viola
- Brian Leonard – housle
- Greg Leisz – lap steel kytara
- John Lissauer – klarinet, saxofon, klávesy